# Vital Heynen
Vital Heynen, född 12 juni 1969 i Maaseik, Belgien, är en volleybolltränare och -spelare.
Heynen spelade hela sin spelkarriär med VC Maaseik från hemstaden. Med dem blev han belgisk mästare och belgisk cupmästare ett stort antal gånger, samt nådde final i europacupen två gånger. Efter att han avslutade sin spelarkarriär gick han över till att träna klubben, och det är som tränare han har sina största meriter. Som tränare fortsatt han att vinna belgiska titlar med VC Maaseik och blev vald till årets belgiska tränare både 2009 och 2011. 
Han gick 2012 över till Ziraat Bankası SK i Turkiet och blev samma år även förbundskapten för Tysklands herrlandslag. Heynen stannade i Turkiet en säsong innan han gick över till BKS Bydgoszcz i Polen, där han stannade två säsonger. Han fortsatte till Tours VB i Frankrike, med vilka han vann franska supercupen. Heynen slutade 2016 som förbundskapten i Tyskland, medan han samma år tog över som tränare för en tysk klubb - VfB Friedrichshafen. Med dem vann han tyska cupen och tyska supercupen flera gånger. Han blev 2017 förbundskapten för hemlandets herrlandslag, ett uppdrag som han hade under ett år innan han istället blev förbundskapten för Polens herrlandslag. Han lämnade 2019 Tyskland för att träna Sir Safety Umbria Volley, med vilka han vann italienska supercupen två gåner. Han behöll uppdraget till 2021 då han även slutade uppdraget som förbundskapten i Polen.
Från att tidigare ha tränat herrlag tog Heynen 2022 över som tränare för Nilüfer BSKs damlag och blev även förbundskapten för Tysklands damlandslag fram till 2023. Han blev 2024 förbundskapten för Kinas herrlandslag.